# Маркус, Яков Львович
Я́ков Льво́вич Ма́ркус (16 марта 1887, Владикавказ — 11 февраля 1919, близ села Пасанаури, Грузия) — революционный деятель начала XX века, народный комиссар просвещения Терской Советской Республики.

## Биография
Родился во Владикавказе, в еврейской семье ремесленника. Из-за частых переездов семьи учился в реальных училищах городов Екатеринослав, Петровск-Порт, Шуша, Тифлис. В Тифлисе примкнул к революционному движению.
В 1908 году поступил на юридический факультет Цюрихского университета, через год перевёлся в Одесский университет, а ещё через год — в Санкт-Петербургский университет. В 1910 году за революционную деятельность исключён из университета. В 1912 году, сдав экстерном экзамены, получил диплом кандидата права Харьковского Императорского университета.
С 1913 года — заведующий русско-еврейским училищем в городе Дербент; здесь же организовал нелегальный марксистский кружок, из которого вышли многие революционные деятели Дагестана. В 1916 году вернулся во Владикавказ, работал учителем в русско-еврейском училище, включился в нелегальную революционную работу под руководством С. М. Кирова.
После Февральской революции 1917 г. избран в состав Совета солдатских депутатов, а также гласным Владикавказской городской думы. В феврале 1918 года назначен народным комиссаром просвещения Терской Советской Республики.
В начале 1919 года Владикавказ был захвачен частями Добровольческой армии, всё большевистское руководство города и республики вынуждено было бежать. Маркус перебрался в Грузию, 11 февраля был убит неизвестными на берегу реки Арагвы (где позже был и похоронен), близ села Пасанаури. 
В 1921 году был перезахоронен на еврейском кладбище Владикавказа, в 1964 году его останки были перенесены на Аллею Славы. Его могила является памятником истории культурного наследия федерального значения. 

### Семья
Сестра — Мария Львовна Маркус (1885—1945), жена С. М. Кирова.

## Память
Имя Маркуса носят улицы в городах Владикавказ (улица Маркуса), Дербент, Алагир, а также в селах Заманкул, Хумалаг, Кадгарон.